# Spielothek-Cup 1994
Der Spielothek-Cup 1994 war die neunte Austragung des Handballwettbewerbs und wurde am 2. und 3. September 1994 in den ostwestfälischen Städten Minden und Lübbecke in Nordrhein-Westfalen ausgetragen.
Der TuS Nettelstedt setzte sich im Finale mit 30:29 (26:26; 11:16) Toren nach Verlängerung gegen den TBV Lemgo durch und gewann seinen insgesamt dritten Titel. Den dritten Platz sicherte sich der SC Magdeburg mit 28:27 (12:11) gegen den TSV GWD Minden. Torschützenkönig wurde Lemgos Marc Baumgartner mit 20 Toren.

## Preisgeld
Das Preisgeld betrug 10.000 DM. 4.000 DM davon gingen an den Sieger TuS Nettelstedt.
| Erreichte Platzierung | Preisgeld |
| --------------------- | --------- |
| Sieg                  | 4.000 DM  |
| 2. Platz              | 3.000 DM  |
| 3. Platz              | 2.000 DM  |
| 4. Platz              | 1.000 DM  |

## Modus
Es wurde mit vier Mannschaften im K.-o.-System mit zwei Halbfinalspielen, dem Spiel um Platz drei sowie dem Finale gespielt. Die Spielzeit betrug 2 × 30 Minuten. Bei unentschiedenem Ausgang nach Ablauf der regulären Spielzeit gab es eine Verlängerung von 2 × 5 Minuten. Bei Unentschieden nach Ablauf der Verlängerung hätte es ein Siebenmeterwerfen gegeben.

## Spiele
Halbfinale
| 2. September 1994 18:30 Uhr | TSV GWD Minden              | 20:26 | TBV Lemgo                         | Kreissporthalle, Minden Zuschauer: 600 Schiedsrichter: Wolfgang Jamelle, Thomas Link |
| 2. September 1994 18:30 Uhr | meiste Tore: Hedin (7 Tore) | (9:9) | meiste Tore: Baumgartner (7 Tore) | Kreissporthalle, Minden Zuschauer: 600 Schiedsrichter: Wolfgang Jamelle, Thomas Link |
| 2. September 1994 18:30 Uhr |                             |       |                                   | Kreissporthalle, Minden Zuschauer: 600 Schiedsrichter: Wolfgang Jamelle, Thomas Link |

| 2. September 1994 20:00 Uhr | TuS Nettelstedt            | 27:25   | SC Magdeburg                       | Kreissporthalle, Minden Zuschauer: 600 Schiedsrichter: Heinz Becker, Jürgen Schäpsmeier |
| 2. September 1994 20:00 Uhr | meiste Tore: Kohl (7 Tore) | (13:15) | meiste Tore: Petkevičius (10 Tore) | Kreissporthalle, Minden Zuschauer: 600 Schiedsrichter: Heinz Becker, Jürgen Schäpsmeier |
| 2. September 1994 20:00 Uhr |                            |         |                                    | Kreissporthalle, Minden Zuschauer: 600 Schiedsrichter: Heinz Becker, Jürgen Schäpsmeier |

Spiel um Platz 3
| 3. September 1994 16:30 Uhr | TSV GWD Minden              | 27:28   | SC Magdeburg                  | Kreissporthalle, Lübbecke Zuschauer: 1.000 Schiedsrichter: Volker Lienhop, Gerd Meuler |
| 3. September 1994 16:30 Uhr | meiste Tore: Hedin (8 Tore) | (11:12) | meiste Tore: Rastner (7 Tore) | Kreissporthalle, Lübbecke Zuschauer: 1.000 Schiedsrichter: Volker Lienhop, Gerd Meuler |
| 3. September 1994 16:30 Uhr |                             |         |                               | Kreissporthalle, Lübbecke Zuschauer: 1.000 Schiedsrichter: Volker Lienhop, Gerd Meuler |

Finale
| TBV Lemgo | TBV Lemgo | TuS Nettelstedt | TuS Nettelstedt |
| | Finale 3. September 1994, 18:15 Uhr in Lübbecke (Kreissporthalle) Ergebnis: 29:30 (26:26; 16:11) n. V. Zuschauer: 1.000 Schiedsrichter: Rolf Bierla, Georg Fraj ( Deutschland)                                                                                                |                 |                 |
| Fynn Holpert, Lutz Grosser – Ulf Ganschow, Achim Schürmann, Daniel Stephan, László Marosi (3), Carsten Missner (2), Marc Baumgartner (13/4), Jens Lause (1), Arnd Wefing (1), Volker Zerbe (7), Stephan Kempinger, Volker Mudrow (2) Trainer: Lajos Mocsai ( Ungarn) | Mariusz Dudek, Joachim Kurth – Zbigniew Tłuczyński (6/5), Axel Mensing (7), Ulrich Derad (3/3), Uwe Zimmer (2), Andreas Kohl (2), Michael Thierauf (2), Michael Altenbeck (7/1), Michael Lehnertz (1), Frank Schoppe (n.e.), Mike Vette (n.e.) Trainer: Mariusz Czok ( Polen) |                 |                 |

## Statistiken
Torschützenliste
| Pl. | Spieler              | Verein          | Tore | FT | 7 m | T/S |
| --- | -------------------- | --------------- | ---- | -- | --- | --- |
| 1   | Marc Baumgartner     | TBV Lemgo       | 20   | 13 | 7   | 10  |
| 2   | Vigindas Petkevičius | SC Magdeburg    | 16   | 10 | 6   | 8   |
| 3   | Robert Hedin         | TSV GWD Minden  | 15   | 13 | 2   | 7,5 |
|     | Andreas Rastner      | SC Magdeburg    | 15   | 12 | 3   | 7,5 |
| 5   | Volker Zerbe         | TBV Lemgo       | 13   | 13 | 0   | 6,5 |
| 6   | Axel Mensing         | TuS Nettelstedt | 11   | 11 | 0   | 5,5 |
|     | Michael Altenbeck    | TuS Nettelstedt | 11   | 10 | 1   | 5,5 |
|     | Zbigniew Tłuczyński  | TuS Nettelstedt | 11   | 4  | 7   | 5,5 |
| 9   | Hajo Wulff           | TSV GWD Minden  | 10   | 9  | 1   | 5   |
| 10  | Andreas Bock         | TSV GWD Minden  | 9    | 9  | 0   | 4,5 |
|     | Andreas Kohl         | TuS Nettelstedt | 9    | 9  | 0   | 4,5 |
| 12  | Heiko Triepel        | SC Magdeburg    | 8    | 8  | 0   | 4   |
| 13  | László Marosi        | TBV Lemgo       | 7    | 7  | 0   | 3,5 |
|     | Ulrich Derad         | TuS Nettelstedt | 7    | 4  | 3   | 3,5 |
| 15  | Holger Winselmann    | SC Magdeburg    | 6    | 6  | 0   | 3   |

FT – Feldtore, 7 m – Siebenmeter-Tore, T/S – Tore pro Spiel

## Aufgebote
| TuS Nettelstedt | TBV Lemgo | SC Magdeburg | TSV GWD Minden |
| Mariusz Dudek Joachim Kurth Ulrich Derad Zbigniew Tłuczyński Axel Mensing Uwe Zimmer Andreas Kohl Michael Thierauf Michael Altenbeck Michael Lehnertz Frank Schoppe Mike Vette | Lutz Grosser Fynn Holpert Ulf Ganschow Achim Schürmann Daniel Stephan László Marosi Carsten Missner Marc Baumgartner Jens Lause Arnd Wefing Volker Zerbe Stephan Kempinger Volker Mudrow | Gunar Schimrock Henning Fritz Holger Winselmann Vigindas Petkevičius Heiner Benecke Robert Licu Heiko Triepel Andreas Rastner Steffen Stiebler | Volker Hoffmann Jens Buhrmester Frank von Behren Robert Hedin Norbert Gregorz Hajo Wulff Joachim Sproß Thomas Oehme Walter Schubert Ralf Böhme Andreas Bock Andreas Hertelt Marten Julius Stefan Dessin |
| Mariusz Czok (Trainer) | Lajos Mocsai (Trainer) | Lothar Doering (Trainer) | Milomir Mijatović (Trainer) |